# Jack Daniels (femkampare)
Jack Tupper Daniels, född 26 april 1933 i Detroit, är en amerikansk före detta femkampare.
Daniels blev olympisk silvermedaljör i modern femkamp vid sommarspelen 1956 i Melbourne.